# Friedersdorf (Oberglogau)
Friedersdorf (polnisch Biedrzychowice, schlesisch Friederschdurf) ist ein Ort in der Stadt- und Landgemeinde Oberglogau (Głogówek) im Powiat Prudnicki der Woiwodschaft Opole in Polen. Durch den Ort fließt der Straduna-Bach.

## Geographie

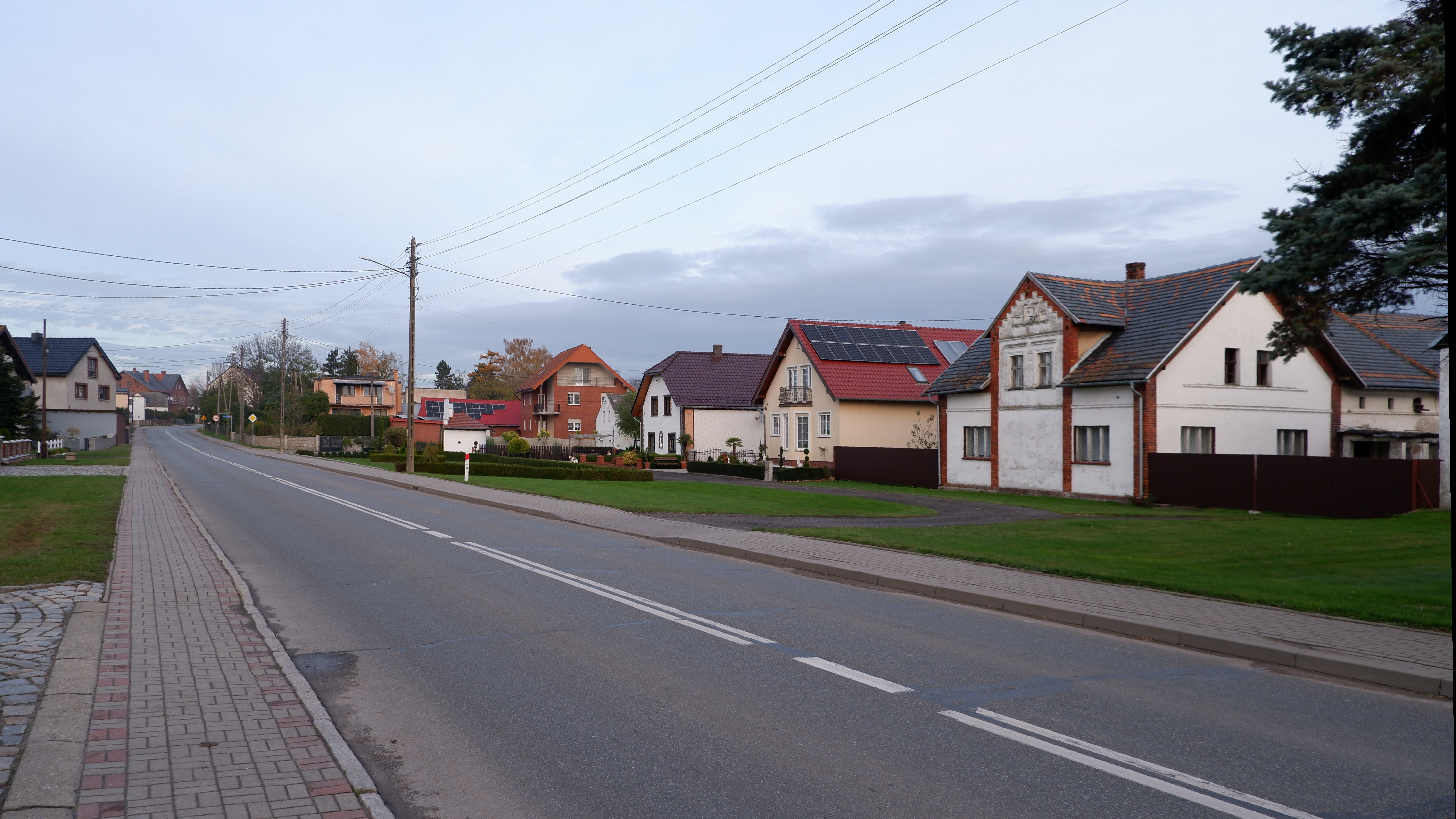
Ortsbild

Das Angerdorf Friedersdorf liegt sechs Kilometer östlich von Oberglogau, 26 Kilometer östlich von Prudnik (Neustadt O.S.) und 37 Kilometer südlich von Opole (Oppeln) in der Nizina Śląska. Durch den Ort führt die Woiwodschaftsstraße Droga krajowa 40.
Nachbarorte von Friedersdorf sind im Westen Alt Kuttendorf (Stare Kotkowice), im Nordwesten Neu Kuttendorf (Nowe Kotkowice), im Norden Rosnochau (Rozkochów), im Osten Schwesterwitz (Zwiastowice) und im Süden Fröbel (Wróblin).

## Geschichte

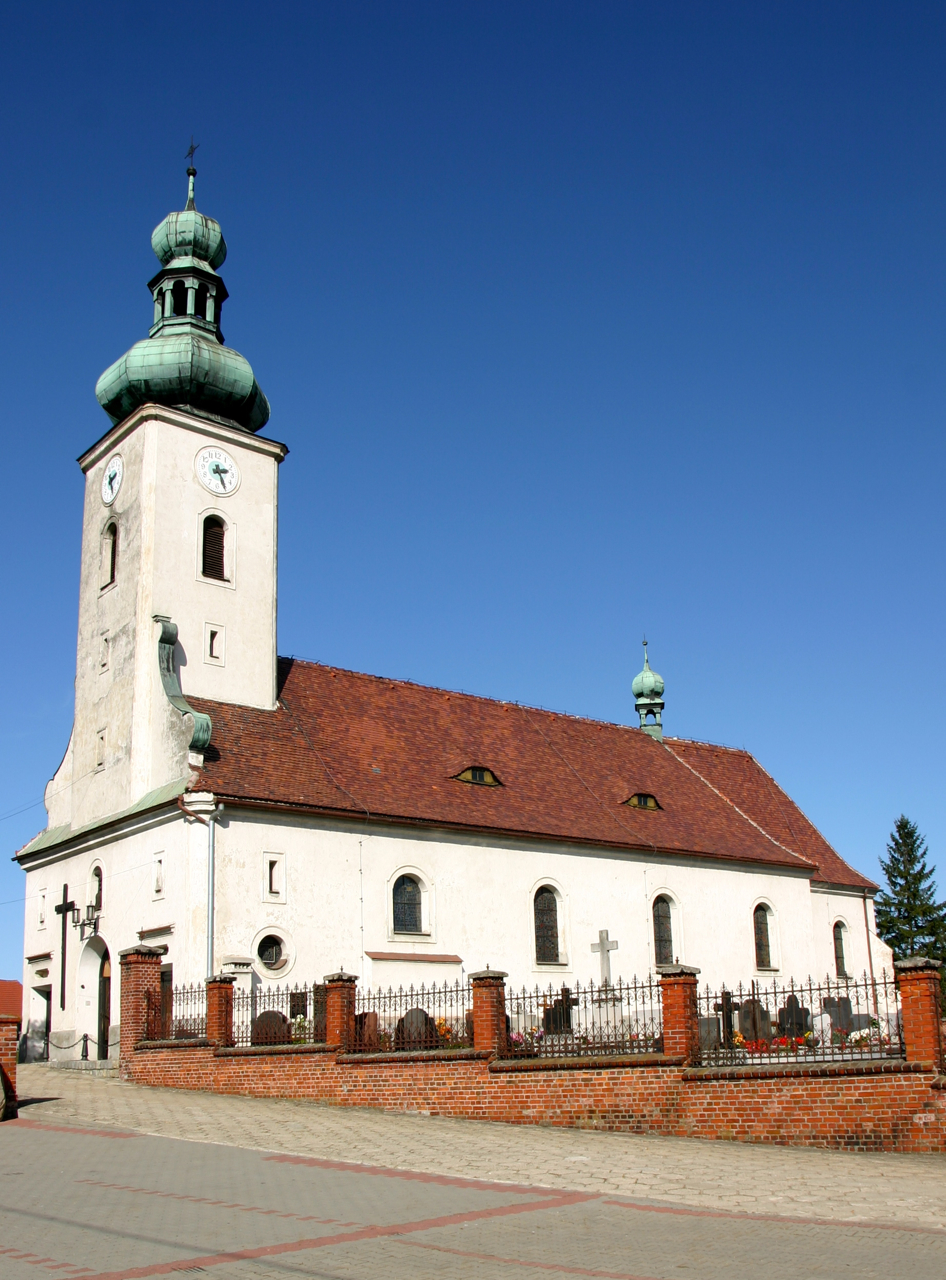
Kirche Mariä Himmelfahrt

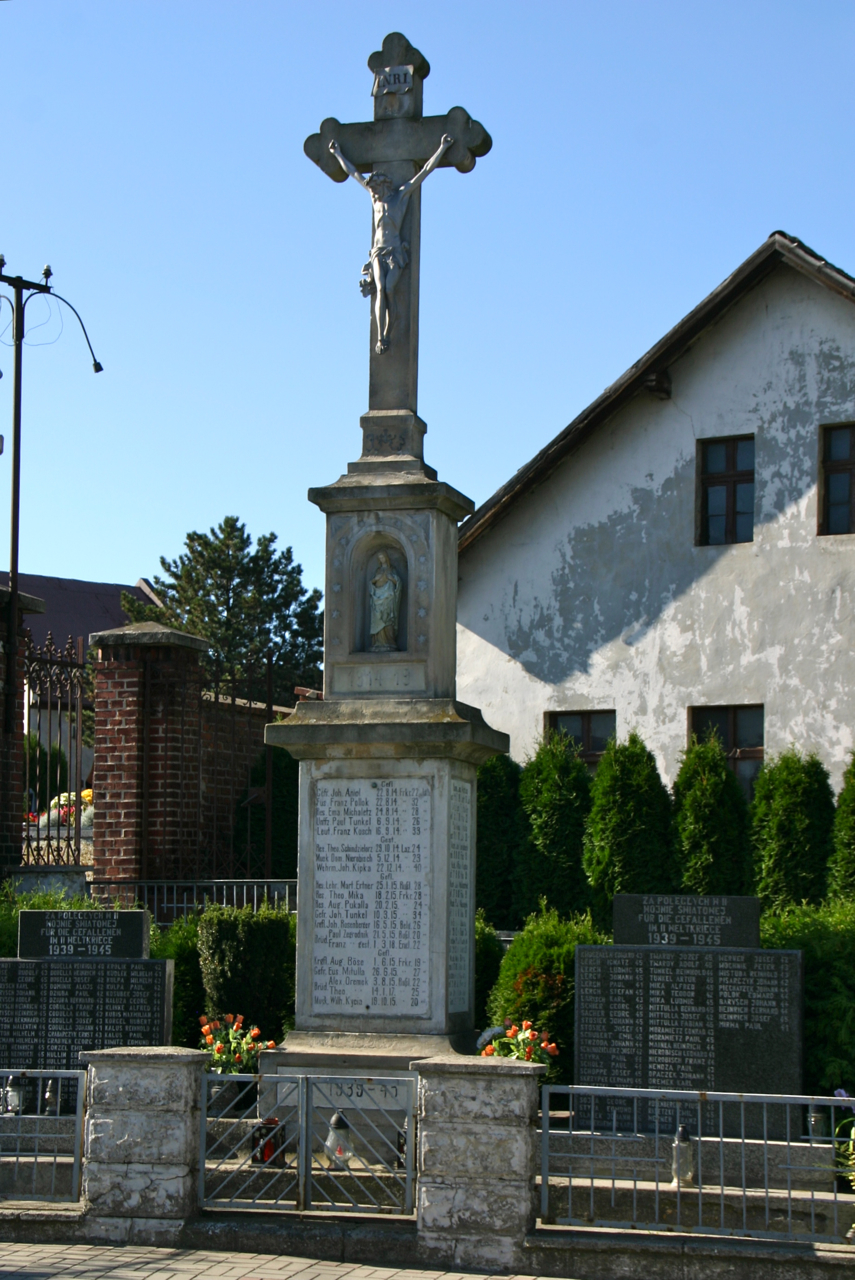
Gefallenendenkmal

„Bedrchouici“ wurde 1228 in einer Urkunde des Klosters Czarnowanz erstmals urkundlich erwähnt. 1295 ist es im Breslauer Zehntregister Liber fundationis episcopatus Vratislaviensis als „Frederici villa“ belegt. In einer lateinisch verfassten Urkunde aus dem Jahre 1407 des Klosters Czarnowanz wird der Ort als Bedrzichovice und Friederssdorff bezeichnet. In einer Urkunde des Oppelner Herzogs Bolko V. vom 27. März 1430 ist die Schreibweise Fredrichsdurff überliefert. Im 17. Jahrhundert wird erstmals eine Schule am Ort erwähnt.
Nach dem Ersten Schlesischen Krieg fiel Friedersdorf 1742 mit dem größten Teil Schlesiens an Preußen. 1797 brannte die katholische Pfarrkirche nieder und wurde kurz darauf wieder aufgebaut.
Nach der Neuorganisation der Provinz Schlesien gehörte die Landgemeinde Friedersdorf ab 1816 zum Landkreis Neustadt O.S. im Regierungsbezirk Oppeln. 1845 bestanden in Ort eine katholische Kirche, eine katholische Schule, eine Wassermühle, eine Getreidehandlung, eine Salzhandlung, ein Kretscham, zwei Schmieden und 74 Häuser. Die Einwohnerzahl lag damals bei  963 Einwohner, davon 13 evangelisch. 1865 hatte der Ort 36 Bauern-, 37 Gärtner- und 35 Häuslerstellen. Zu diesem Zeitpunkt hatte die katholische Schule 125 Schüler. 1874 wurde der Amtsbezirk Friedersdorf gegründet, dem die Landgemeinden Friedersdorf und Schwesterwitz und die gleichnamigen Gutsbezirke umfasste.
Bei der Volksabstimmung in Oberschlesien am 20. März 1921 stimmten 749 Wahlberechtigte für einen Verbleib bei Deutschland und 85 für Polen, im Gutsbezirk Friedersdorf stimmten 89 Personen für Deutschland und drei für Polen. Friedersdorf verblieb beim Deutschen Reich. 1933 lebten in Friedersdorf 1420 Einwohner, 1939 waren es 1447 Einwohner. Bis 1945 befand sich der Ort im Landkreis Neustadt O.S.
Als Folge des Zweiten Weltkriegs 1945 fiel Friedersdorf mit dem größten Teil Schlesiens an Polen. Nachfolgend wurde es in Biedrzychowice umbenannt und der Woiwodschaft Schlesien angeschlossen. 1950 wurde es in die Woiwodschaft Opole umgegliedert. Seit 1999 gehört es zum Powiat Prudnicki. Am 22. April 2009 wurde in der Gemeinde Oberglogau, der Friedersdorf angehört, deutsch als zweite Amtssprache eingeführt. Am 1. Dezember 2009 erhielt Biedrzychowice zusätzlich den amtlichen deutschen Ortsnamen Friedersdorf.

## Sehenswürdigkeiten und Denkmale
- Die römisch-katholische Mariä-Himmelfahrt-Kirche (Kościół Wniebowzięcia Najświętszej Marii Panny) wurde Ende des 18. Jahrhunderts im Stil des Barock errichtet. Sie steht seit 1959 unter Denkmalschutz.[8]
- Der ehemalige Getreidespeicher wurde zu einem Heimatmuseum umgebaut. U. a. entstanden die Nachbildungen eines historischen Schlafzimmers, einer Küche und eines Gästezimmers. Auf zwei weiteren Etagen sollen zwei Ausstellungsräume mit Schaukästen entstehen.
- Wegkapelle
- Wegkreuze
- Gefallenendenkmal
- Gedenkstein für die Teilnahme am Wettbewerb „Schönes Dorf“ im Oppelner Land

## Vereine
- Deutscher Freundschaftskreis
- Freiwillige Feuerwehr OSP Biedrzychowice
- Fußballverein LKS Rolnik Biedrzychowice
- Dorferneuerungsgruppe